# Klejdi Dibra
Klejdi Bardhyl Dibra (sinh 16 tháng 7 năm 1992 ở Shkodër) là một cầu thủ bóng đá Albania thi đấu ở vị trí hậu vệ cho Besëlidhja Lezhë ở Giải bóng đá hạng nhất quốc gia Albania.